# Sud-africain sang-chaud
Le Sud-africain sang-chaud (afrikaans : Suid-afrikaanse Warmbloed) et le cheval de sport sud-africain sont deux stud-books de chevaux de sport, originaires d'Afrique du Sud. La société de race du South African Warmblood Horse Society est fondée en 1989, la South African Sporting Horse l'est en 2004. Typiques des autres chevaux warmblood, les animaux concernés sont destinés au marché des sports équestres.

## Histoire
L'auteure du guide Delachaux traduit par erreur le nom de la race du Suid-afrikaanse Warmbloed par « Selle sud-africain ». Cependant, CAB International décrit le South African Saddlehorse (cheval de selle sud-africain, en français) comme une race de chevaux de selle différente de celle du South African Warmblood (Sud-africain sang-chaud).
L'origine du Sud-africain sang-chaud découle de l'importation de chevaux de sport européens, notamment le Hanovrien, qui ont été croisés avec les chevaux déjà présents localement, dont des Pur-sang. Ce demi-sang sud-africain reste en cours de sélection, s'agissant davantage d'un registre que d'une véritable race,.
La South African Warmblood Horse Society (SAWHS) est créée en 1989, puis est reconnue par la WBFSH. La South african Sport Horse Federation (SASHF) est créée en 2004.

## Description
Le guide Delachaux donne une taille moyenne de 1,55 m chez les juments, et 1,60 m chez les mâles ; il s'agit vraisemblablement d'une autre erreur, car la société de race indique ces deux tailles comme étant des minimum obligatoires pour l'enregistrement dans le stud-book. Le modèle est athlétique, typique de celui des autres chevaux de sport warmblood, notamment européens,.
La tête présente un profil rectiligne, et de grands yeux. Le profil romain est possible, mais n'est pas conseillé. Le garrot est sorti, les épaules inclinées. La croupe est inclinée et longue.
La robe est généralement baie, ou alezane.
Le tempérament est puissant et calme, les allures sont élégantes,.
La sélection du Sud-africain sang-chaud est assurée par la SAWHS, qui privilégie les performances plutôt que l'ascendance, et cherche aussi à améliorer la conformation des chevaux. Les objectifs d'élevage du cheval de sport sud-africain visent d'autres disciplines équestres.

## Utilisations
La sélection porte sur la recherche de chevaux performants dans les sports équestres, notamment dressage, saut d'obstacles et concours complet d'équitation, tout comme pour les autres chevaux de sport.

## Diffusion de l'élevage
Le Sud-africain sang-chaud et le cheval de sport sud-africain sont tous deux classés comme race locale sud-africaine, sur la base de données DAD-IS. Ils sont propres à l'Afrique du Sud.
L'étude menée par l'Université d'Uppsala, publiée en août 2010 pour la FAO, signale le SA WB (South African Warm Blood) comme race de chevaux africaine locale,  dont le niveau de menace est inconnu. 
En 2013, l'effectif est d'environ 7 000 têtes,.